# Archidiocèse de Gorizia
L'archidiocèse de Gorizia (en latin : archidioecesis Goritiensis ; en italien : arcidiocesi di Gorizia) est un des archidiocèses de l'Église catholique en Italie.

## Histoire
L'archidiocèse de Gorizia est érigé par la bulle Iniuncta nobis du 6 juillet 1751  par laquelle le pape Benoît XIV ratifie un accord entre les gouvernements autrichien et vénitien prévoyant la suppression du patriarcat d'Aquilée et sa division en deux archidiocèses : celui d'Udine, couvrant le territoire sous domination de Venise ; et celui de Gorizia, couvrant le territoire sous domination habsbourgeoise.
L'érection de l'archidiocèse de Gorizia est confirmé par la bulle Sacrosanctae militantis ecclesiae du 18 avril 1752.
Par la bulle In universa gregis du 8 mars 1788, le pape Pie VI supprime l'archidiocèse.
Par la bulle Recti prudentisque du 12 septembre 1791, Pie VI rétablit Goriza comme siège du diocèse de Gorizia-Gradisca.
En 1807, le diocèse devient exempt et relève directement du Saint-Siège.
En 1818, il s'accroît des territoires de Monfalcone et de Grado qui relevaient du patriarcat de Venise.
Par la bulle Insuper eminenti du 27 juillet 1830, le pape Pie VIII élève le diocèse au rang d'archidiocèse métropolitain.
L'archidiocèse de Ljubljana (Laibach), le diocèse de Trieste-Koper (Capo d'Istria), le diocèse de Poreč-Pula (Parenzo-Pola) et le diocèse de Krk-Rab (Veglia-Arbe)  faisaient partie de la compétence de l'archidiocèse métropolitaine. Aujourd'hui, le diocèse de Trieste est le seul suffragant.
Par la bulle Quo Christi fideles du 20 février 1932, le pape Pie XI incorpore les décanats d'Idria et Vipacco, qui relevaient du diocèse de Ljubljana.
Par le decret Cum procedere du 30 septembre 1986, l'archidiocèse prend son nom actuel et Gradisca devient un siège titulaire.
À partir de 1776, l'archevêque était prince du Saint-Empire romain germanique.

## Territoire
Le territoire de l'archidiocèse était identique au comté autrichien-hongrois Gorizia et Gradisca jusqu'à la première Guerre mondiale.
L'archidiocèse comprend les vingt-cinq communes de la province de Gorizia ainsi que douze communes de la province d'Udine — Aiello del Friuli, Aquilée, Campolongo Tapogliano, Cervignano del Friuli, Chiopris-Viscone, Fiumicello, Ruda, San Vito al Torre, Terzo di Aquileia, Villa Vicentina et Visco — et deux communes de la province de Trieste — Duino-Aurisina et Sgonico.

## Cathédrales et basiliques
La cathédrale de Gorizia (cattedrale di Ss. Ilario e Taziano) est la cathédrale de l'archidiocèse.
L'archidiocèse compte trois basiliques mineures : l'ancienne cathédrale d'Aquilée (S. Maria Assunta in Cielo e SS. Ermagora e Fortunato), l'ancienne cathédrale de Grado (S. Eufemia) et la basilique de Monfalcone (S. Ambrogio, Monfalcone).
Il compte aussi l'ancienne cathédrale de Gradisca d’Isonzo (Ss. Apostoli Pietro a Paolo).

## Évêques et archevêques

### Princes-archevêques de Gorizia
- Karl Michael von Attems (1752-1774)
- Rudolf Joseph von Edling (1774-1784)

vacance. Supprimé en 1788 et restauré comme diocèse en 1797.

### Archevêques de Gorizia
- Joseph Walland (1830-1835)
- Franz Xaver Luschin (1835-1854)
- Andreas Gollmayr (1855 - 1883)
- Alojzij Zorn (1883-1897)
- Jakob Missia (1897-1902)
- Andrej Jordan (1902-1905)
- François Borgia Sedej (1906-1931)

vacance
- Carlo Margotti (1934-1951)
- Giacinto Giovanni Ambrosi (1951-1962)
- Andrea Pangrazio (1962-1967)
- Pietro Cocolin (1967-1982)
- Antonio Vitale Bommarco (1982-1999)
- Dino De Antoni (1999-2012)
- Carlo Roberto Maria Redaelli (depuis 2013)

### Articles liés
- Liste des diocèses et archidiocèses d'Italie
- Église catholique en Italie